# 吳福年
吳福年（？—？），原名夢龍，字竹言，號築巖，浙江錢塘人，清朝政治人物、探花。
道光二十五年（1845年）登進士一甲第三名（探花），授翰林院編修。道光二十六年（1846年）任貴州鄉試副考官。道光二十九年（1849年）任陝甘學政。咸豐三年（1853年）任會試同考官、廣西學政。咸豐六年（1856年）任翰林院侍講學士、署日講起居注官。咸豐七年（1857年）任上書房行走、照料恭親王奕訢讀書。